# Jopenbier
Das Jopenbier ist ein dem Porter ähnliches  Bier, das ohne den Zusatz von Hefe in Spontangärung gebraut wird.
Das Jopenbier wurde ursprünglich in Danzig gebraut. Es hatte einen Extraktgehalt von 45 % bis 55 % und wurde hauptsächlich zum Kochen von Suppen und Soßen verwendet.

## Herstellung
Die Maisch- und Läuterarbeit war wie bei gewöhnlichen Bieren. Der Zusatz an Hopfen betrug 700 bis 800 g/hl. Die Kochzeit war allerdings sehr lange, nämlich bis zu 10 Stunden. Die anschließende Kühlung erfolgte ausschließlich auf dem so genannten Kühlschiff, einer großen und flachen Holz- oder Metallpfanne in der Brauerei, und deshalb konnte das Jopenbier nur in den kühlen Monaten von September bis etwa Mai gebraut werden. Die Gärung erfolgte in Gärkellern, deren Boden und Wände von Schimmel überzogen waren. Der Schimmel wurde nicht entfernt, da er für die spontane Gärung des Gemischs sorgen sollte. Die Gärung fand in mehreren Phasen statt und konnte bis zu neun Wochen dauern. Je nach Absatzentwicklung der Brauerei blieb das Bier dann bis zu einem Jahr in den Bottichen. 
Vor dem Verkauf wurde es  unter Einsatz von Leinwandsäcken filtriert und meist in 13l-Fässer abgefüllt.
Der Gärprozess war lange Zeit unverständlich, ehe man herausfand, dass für den Gärprozess die Schimmelpilzstämme Penicillium und Mucor sowie verschiedene Hefen (wie Weinhefe und Kahmhefe) verantwortlich sind. Auch sind im Bier bis zu 2 % Milchsäurebakterien enthalten.

## Geschichte
Der Name Jopenbier stammt von „Jope“, das ist eine Schöpfkelle. Unter den bekannten Brauherren, die das Jopenbier bis nach England und Holland verkauften, war auch der Astronom Johannes Hevelius. 
Der deutsche Braumeister Johannes Herberg, der es sich zur Aufgabe gemacht hat, alte Danziger Bierstile wiederzubeleben, braut und verkauft seit 2019 wieder Jopenbier. Seine Brauerei „Browar PG4“ ist im historischen Danziger Reichsbahngebäude von 1905 untergebracht.

## Hersteller
- Stralsunder Brauerei: Störtebeker Jopenbier (wird nicht mehr gebraut)
- Browar PG4 in Danzig: Jopenbier (Piwo jopejskie)